# Andrzej Bulsiewicz
Andrzej Stanisław Bulsiewicz (ur. 29 marca 1934 w Dobrzycy, zm. 3 grudnia 2016 w Toruniu) – polski prawnik, profesor nauk prawnych, profesor zwyczajny Uniwersytetu Mikołaja Kopernika w Toruniu. Specjalista w zakresie postępowania karnego.

## Życiorys
Syn Alfreda i Janiny. W 1958 ukończył studia prawnicze na Uniwersytecie im. Adama Mickiewicza w Poznaniu, od 1961 pracował na Uniwersytecie Mikołaja Kopernika, tam w 1964 obronił pracę doktorską Postępowanie w sprawie odszkodowania za niesłuszne skazanie i bezpodstawne aresztowanie napisaną pod kierunkiem Wiesława Daszkiewicza, w 1974 habilitował się na Uniwersytecie Łódzkim na podstawie pracy Zabezpieczenie roszczeń odszkodowawczych i kar majątkowych w postępowaniu karnym, w latach 1979–1991 kierował Zakładem Postępowania Karnego UMK, od 1991 Katedrą Postępowania Karnego UMK. W 1992 uzyskał tytuł profesora nauk prawnych. Był profesorem zwyczajnym na Wydziale Prawa i Administracji Uniwersytetu Mikołaja Kopernika w Toruniu, gdzie pełnił też funkcję kierownika Katedry Kryminalistyki. Był także zatrudniony w Wydziale Prawa Uniwersytetu w Białymstoku i w Wyższej Szkole Policji w Szczytnie.
W 2001 odznaczony Krzyżem Kawalerskim Orderu Odrodzenia Polski.
Został pochowany na Cmentarzu Komunalnym nr 2 im. Ofiar II wojny światowej w Toruniu.

## Wybrane publikacje
- Poręczenie majątkowe w polskim procesie karnym (1991)
- Zabezpieczenie roszczeń odszkodowawczych i kar majątkowych w postępowaniu karnym (1975)
- Proces o odszkodowanie za niesłuszne skazanie lub oczywiście bezzasadny areszt tymczasowy (1968)[6]